# Vũ Như Thành
Vũ Như Thành (sinh ngày 28 tháng 8 năm 1981 tại Nam Định) là một huấn luyện viên bóng đá người Việt Nam hiện đang dẫn dắt câu lạc bộ Phú Thọ thi đấu tại V.League 2. Thời còn là cầu thủ, anh thi đấu ở vị trí trung vệ và là cựu tuyển thủ của đội tuyển Việt Nam. Anh được coi là một trong những trung vệ xuất sắc nhất lịch sử của bóng đá Việt Nam.
Tại giải vô địch bóng đá Đông Nam Á 2008, Như Thành được góp mặt trong tất cả các trận đấu của đội tuyển, đồng thời cũng là người giữ vai trò chủ đạo trong hàng phòng ngự, đây được coi là một giải đấu thành công của anh khi cùng đội tuyển Việt Nam đăng quang ngôi vô địch AFF Suzuki Cup 2008.

## Sự nghiệp cầu thủ
Vũ Như Thành khởi đầu sự nghiệp không mấy suôn sẻ khi cuối năm 2003 anh bị dính vào nghi vấn bán độ của đội tuyển quốc gia Việt Nam tại cúp JVC mà tại giải đó anh được mang băng đội trưởng. Mặc dù chứng cớ không thực sự rõ ràng, anh vẫn chịu án phạt rất nặng của Liên đoàn bóng đá Việt Nam là treo giò 5 năm để răn đe. Cho đến nay, án phạt của Vũ Như Thành vẫn được coi là còn rất nhiều bí ẩn, được coi như một hành động "thí tốt" để ổn định đội tuyển trước thềm SEA Games 2003. Trong một thời gian, cha và mẹ của anh đã chuẩn bị tất cả để kiện VFF vì treo giò và quy tội con mình mà không chứng cứ.
Tưởng chừng như anh phải kiếm một nghề khác để mưu sinh, trong 2 năm rưỡi anh chỉ đi "đá phủi" trước khi được giảm nhẹ án phạt còn 2.5 năm và được Bình Dương đón nhận. Sau sự trở lại thành công, anh được gọi vào đội tuyển quốc gia Việt Nam và trở thành trụ cột hàng phòng ngự giúp đội tuyển vô địch AFF Suzuki Cup 2008.
Cuối tháng 12 năm 2008, cũng nhờ thành tích vô địch AFF Suzuki Cup 2008 anh được bình chọn vào top 10 vận động viên thể thao tiêu biểu toàn quốc (đứng thứ 10). Anh cũng là cầu thủ Việt Nam duy nhất có trong danh sách bình chọn Quả bóng Vàng châu Á do tạp chí Super (UAE) tổ chức bầu chọn.

### Bàn thắng đội tuyển quốc gia
| #  | Ngày                 | Địa điểm                                                  | Đối thủ   | Bàn thắng | Kết quả | Giải đấu |
| -- | -------------------- | --------------------------------------------------------- | --------- | --------- | ------- | -------- |
| 1. | 24 tháng 10 năm 2009 | Sân vận động Thống Nhất, Thành phố Hồ Chí Minh, Việt Nam  | Singapore | 2–2       | 2–2     | Giao hữu |
| 2. | 8 tháng 10 năm 2010  | Khu liên hợp thể thao Shree Shiv Chhatrapati, Pune, Ấn Độ | Ấn Độ     | 1–2       | 1–3     | Giao hữu |

## Sự nghiệp huấn luyện viên
Tháng 1 năm 2021, Vũ Như Thành được câu lạc bộ Phú Thọ bổ nhiệm làm huấn luyện viên trưởng, đây là đội bóng chuyên nghiệp đầu tiên mà anh bắt đầu nghiệp cầm quân.

## Nhận xét
| “                       | 20 năm mới có một người như Lê Công Vinh, 50 năm mới có một người như Nguyễn Hồng Sơn, nhưng chắc chắn hơn 100 năm nữa bóng đá Việt Nam mới sản sinh ra một Như Thành thứ hai. | ” |
| — HLV Henrique Calisto, | |   |

| “                             | Như Thành ở một đẳng cấp khác. | ” |
| — Tiền đạo Nguyễn Việt Thắng, |                                |   |

## Danh hiệu

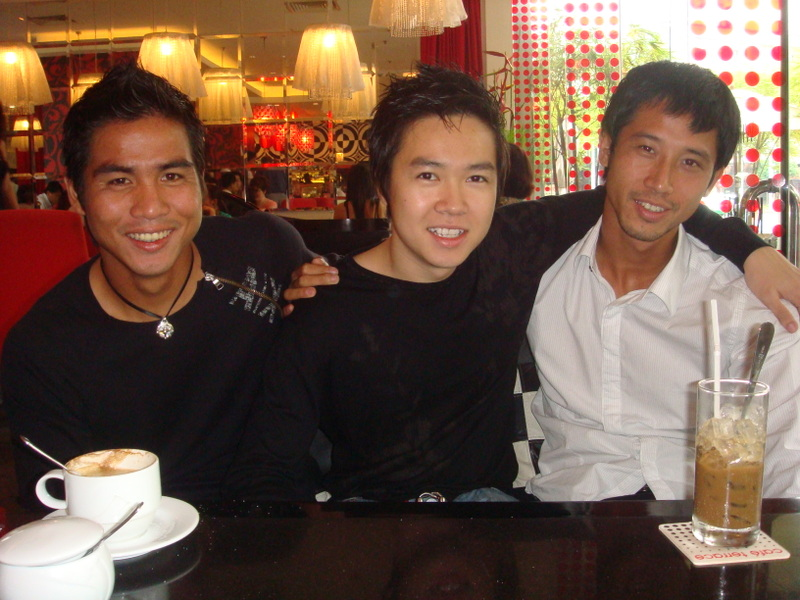
Việt Thắng, ca sĩ Lê Hiếu và Như Thành (từ trái sang phải)

### Cầu thủ
Bình Dương
- V-League 1

 Vô địch: 2007, 2008
 Á quân: 2006, 2009
Đội tuyển Việt Nam
- Vô địch Giải vô địch bóng đá Đông Nam Á: 2008

Cá nhân
- Quả bóng bạc Việt Nam: 2008